# Kirche Drechow

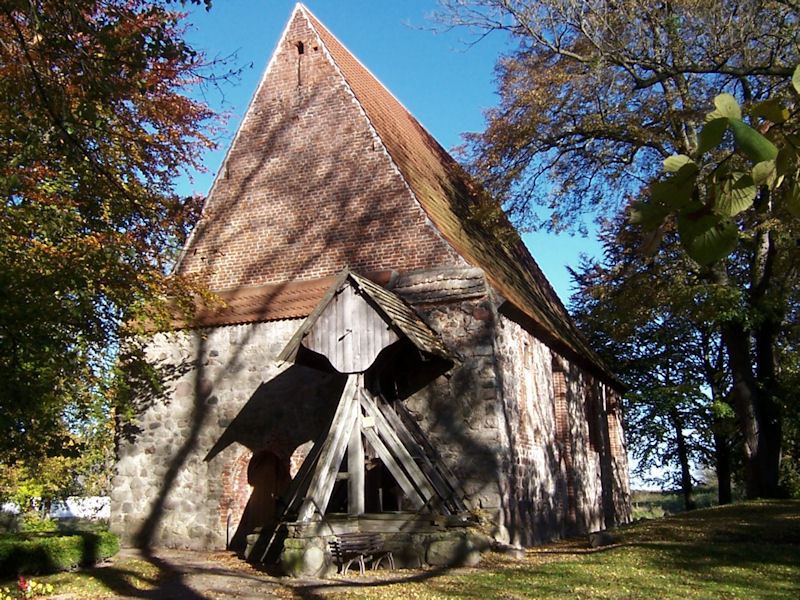
Westgiebel mit hölzernem Glockenstuhl

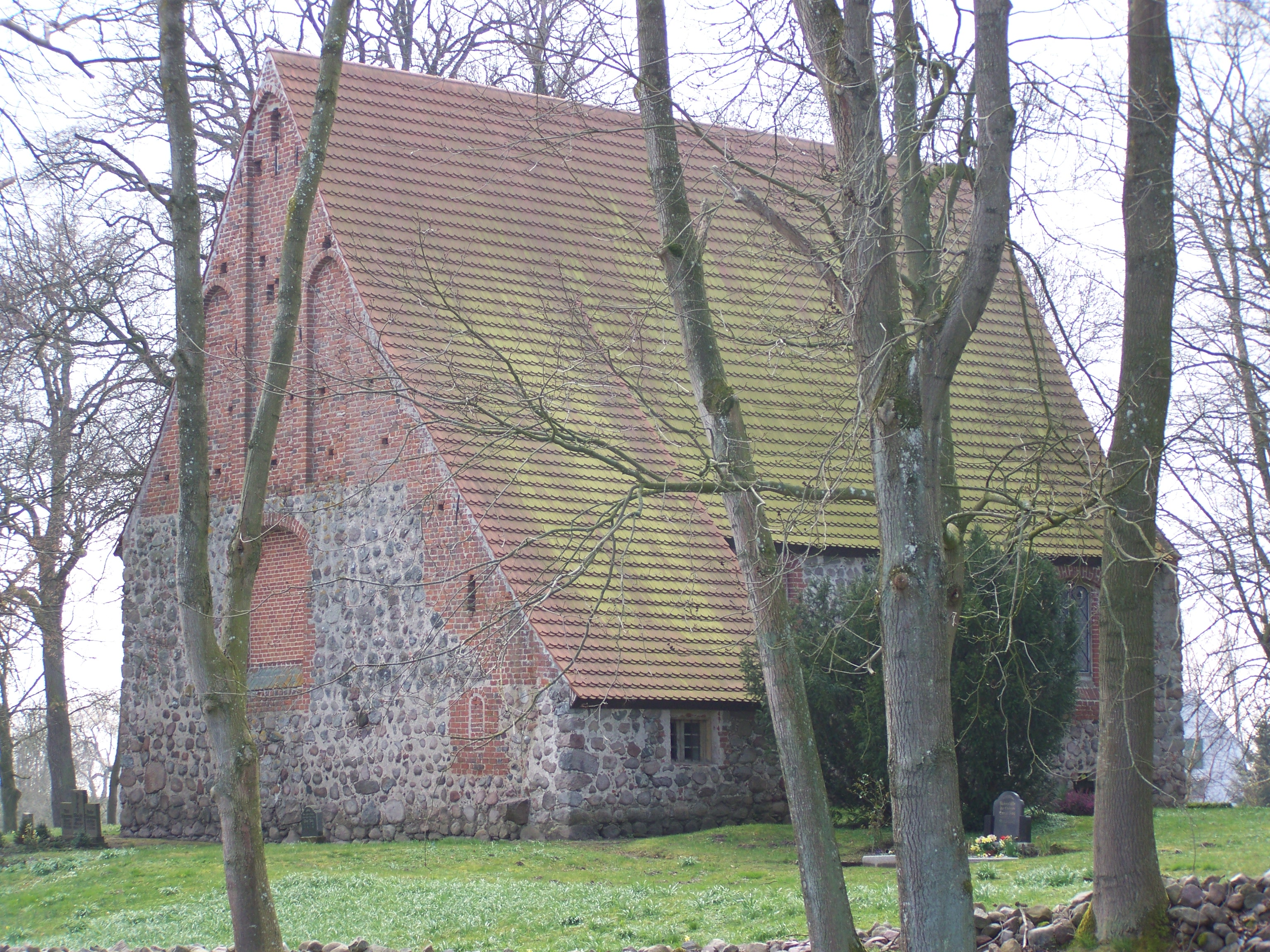
Kirche in Drechow von Nordosten mit Sakristeianbau

Die Kirche Drechow ist eine aus dem 14. Jahrhundert stammende Kirche in der  vorpommerschen Gemeinde Drechow und ehemalige Patronatskirche der Familie von Gadow.

## Baubeschreibung
Das Kirchenschiff mit Nordsakristei aus dem 14./15. Jahrhundert ist in Feldstein, Giebel sowie Fenster- und Portalgewände in Backstein ausgeführt. Drei große Spitzbogenblenden sind am Ostgiebel zu sehen. Die Fenster sind segmentbogig verändert und die Gewände gefast, die der Osthälfte zweifach gestuft. Das Ostfenster sowie das Westfenster der Südwand sind zugesetzt.
An der Nord- und Südseite gibt es je ein zugemauertes Spitzbogenportal. Das Westportal weist eine stark zerstörte Maßwerkbemalung aus dem 19. Jahrhundert auf. Der später veränderte Westgiebel springt leicht zurück.

## Ausstattung
In der Sakristei mit Kreuzrippengewölbe gibt es eine Piscina.
Vor dem Altar befindet sich eine halbkreisförmige Altarschranke, wie Kanzel und Gestühl vom Anfang des 19. Jahrhunderts. Das Kruzifix ist aus dem 16. Jahrhundert. In der zweiten Hälfte des 18. Jahrhunderts wurde die Empore gebaut.
Zwei Grabplatten sind bedeutsam, so die aus dem 17. Jahrhundert stammende von H. von Behr sowie eine weitere aus dem 18./19. Jahrhundert; beide sind aus Kalkstein gefertigt. Auf dem Friedhof gibt es verschiedene Gräber der Patronatsfamilie von Gadow.

### Orgel
Die Orgel mit schlichtem dreiteiligen Prospekt mit Rundbogenformen wurde 1902 von Barnim Grüneberg gefertigt.

### Geläut
Im östlich der Kirche stehenden hölzernen Glockenstuhl hängen zwei Glocken. Eine stammt aus dem Jahr 1733 und wurde von Gottlieb Metzler aus Stralsund gefertigt, die andere wurde 1920 vom Bochumer Verein für Bergbau- und Gußstahlfabrikation gegossen.

## Gemeinde
Die evangelische Kirchgemeinde gehört seit 2012 zur Propstei Stralsund im Pommerschen Evangelischen Kirchenkreis der Evangelisch-Lutherischen Kirche in Norddeutschland. Vorher gehörte sie zum Kirchenkreis Demmin der Pommerschen Evangelischen Kirche.